# Magnus Isacson
Magnus Isacson är en svensk allmänläkare och ordförande i Svensk förening för allmänmedicin.

## Biografi
Isacson påbörjade AT-tjänst vid Sankt Görans sjukhus och avslutade den vid Husläkarmottagningen Johannes på Norrmalm. Han fullgjorde även sin ST-tjänst och arbetade som specialist vid samma mottagning. Vid sidan av det kliniska arbetet har han varit aktiv som debattör och skrivit huvudsakligen om allmänläkarnas arbetsmiljö. År 2019 valdes Isacson till ordförande i Svensk förening för allmänmedicin på ett tvåårigt mandat, och återvaldes 2021 och 2023. Isacson har varvat arbetet som ordförande med att kliniskt deltidsarbete som läkare på vårdcentral. Först vid Tensta vårdcentral och därefter vid Ekerö vårdcentral. Som ordförande har Isacson deltagit i den mediala debatten med flertalet opinionsartiklar. En viktig fråga har varit genomförandet av en fastläkarereform och kortare patientlistor, för att möjliggöra förbättrad kontinuitet. Isacson och föreningen har ställt sig bakom Socialstyrelsens riktmärke om 1 100 patienter per heltidsarbetande läkare. Andra frågor har gällt allmänmedicinsk renodling av ST-tjänstgöringen med mindre omfattande sidotjänstgöringar, samt förbättrad fortbildning och ökat fokus på forskning. Isacson nominerades i efterhand till Vårdansvarskommitténs expertgrupp som representant för "primärvårds- och allmänläkarperspektivet".
Isacson är gift och har tre barn.